# Vierge à l'Enfant lisant
La Vierge à l’Enfant lisant ou Vierge d'Ince hall est un tableau (huile sur panneau) daté d'après 1433, conservé à la National Gallery of Victoria, à Melbourne en Australie. Longtemps attribué au maître primitif flamand Jan van Eyck, les historiens de l'art s'accordent aujourd'hui pour y voir une copie ancienne d'un tableau original du maître aujourd'hui disparu. 

## Histoire de l’œuvre
Le tableau de la Vierge à l’Enfant lisant est cité pour la première fois en 1619, date à laquelle il est donné en gage en Sicile. Il réapparaît au XIXe siècle en Australie. Restauré en 1822 par George Frédéric Zink, il fait alors partie de la collection de C. J. Wrld-Blundell à Ince Hall, près de Liverpool en Australie. De là vient son surnom de Vierge d'Ince hall. Le tableau entre à la National Gallery de Melbourne en 1922. Une copie de cette œuvre existe à la collégiale de Covarrubias, près de Burgos, en Espagne.
Elle a fait l'objet d'une étude en laboratoire en 1958, et d'une par rayons infrarouges en 2003. 

## Description
Une inscription latine figure sur le mur, en haut à gauche du tableau : COPLETV ANO D M CCCC XXXIIJ P IOHEM DE EYC BRVGIS (en français : Complété (terminé) en l'an du Seigneur 1433 par Jan van Eyck, Bruges). La devise personnelle de l'artiste figure à droite de la tapisserie : ALC IXH XAN (littéralement « Je fais ce que je peux », « Du mieux que je peux »), qui apparaît sur d'autres cadres de tableaux peints par van Eyck, toujours écrit en lettres grecques, avec un jeu de mots sur son nom.